# Bennihalli, Harapanahalli
Bennihalli là một làng thuộc tehsil Harapanahalli, huyện Davanagere, bang Karnataka, Ấn Độ.